# がんサバイバーシップ
がんサバイバーシップ（英語：Cancer Survivorship）は、がんの診断を受けた人々（がんサバイバー）がその後の生活で抱える身体的・心理的・社会的な様々な課題を、社会全体が協力して乗り越えていくという概念である。

## 定義
がんサバイバーとは、がんの診断を受けてから、病気というハンデがありながらも、その後を生きていく人々のことを指す。多くのがんサバイバーは、治療を終えた後でも様々な課題を抱えて生活していくことになる。ここでいう課題とは、長期的合併症や再発への恐怖、周囲との人間関係、ライフスタイル、恋愛・結婚、性生活、出産・育児、介護、就学・就労の問題、経済的問題、がんへの偏見、がんリハビリテーション、生きる意味を含めた実存的問題などが主にある。そういった課題を、がんサバイバー本人だけでなく、その周囲の人々や社会全体が協力して乗り越えていくという考えを、がんサバイバーシップという。がんサバイバーシップの最大の特徴は、これまでのがん患者のサポートが診断から治療終了までに集中していたのに対して、主に治療終了後の社会生活面を重視している点である。

## 歴史

### がんサバイバーシップの誕生
はじめて「がん」と「サバイバーシップ」を関連付けたのは、1985年にNew England Journal of Medicineに掲載されたMullan Fitzhughの『Seasons of survival: reflections of a physician with cancer』というエッセイ形式の論文である。Mullanはアメリカ人の男性医師であったが、32歳のときに縦隔胚細胞腫と診断され、その経験からがん体験についてまとめたエッセイを書き上げ、寄稿した。彼はこの中で、「がん体験は結果として治癒したかどうかの単純な二分法で表現できるものではなく、最終的な帰結よりも本人が診断後を生きるプロセスと捉えるほうが適切である」と述べ、帰結に関わらず、それぞれの患者が共有する課題があるとした。治癒したか否かを治療のすべてと考えるような医療者を「生存率の向上を目指すばかりで治療が引き起こす諸問題を顧みないのは、先進技術を使って溺れる人を水から引き揚げた後、咳き込んで水を吐くその人をそのまま放置しているようなものだ」と揶揄し、治療プロセスの重要性を訴えた。

### がんサバイバーシップの浸透・展開
1986年にNational Coalition for Cancer Survivorshipが設立され、初代会長にMullan医師が就任した。その後1996年には、National Cancer Institute The Office of Cancer Survivorshipが設立された。2014年にはPresident’s Cancer Panelによって“Living Beyond Cancer”が発表され、アメリカ疾病予防管理センター（CDC: Centers for Disease Control and Prevention）とLance Armstrong Foundationは“National Action Plan for Cancer Survivorship”を発表した。2006年には、米国医学研究所（IOM : Institute Of Medicine）が”From Cancer Patient to Cancer Survivor”を発表し、同年ASCO (American Society of Clinical Oncology)が”Patient and Survivor Care”を発表した。

#### "From Cancer Patient to Cancer Survivor"
"From Cancer Patient to Cancer Survivor"は、2006年に米国医学研究所（IOM）が発表した、がんサバイバー支援の方針を示したレポートである。このレポートは、
1. がんやその治療が、医学的・機能的・心理社会的が患者にもたらす結果について、より意識を向けるようにすること
2. がんサバイバーへの有効な健康管理方法を決定し、それを実現するための計画を立てること
3. 心理社会面のサポートや公平な就労制度、健康保険制度に関する政策を通して、がんサバイバーのQOLを高めること

を目的に作成された。がんサバイバー本人だけに向けられたものではなく、その周囲の人々や社会全体に向けて書かれたものである。

## 日本の現状
日本で2012年6月から始まった第２期がん対策推進基本計画では、重点的に取り組むべき課題として、
1. 放射線療法、化学療法、手術療法の更なる充実とこれらを専門的に行う医療従事者の育成
2. がんと診断されたときからの緩和ケアの推進
3. がん登録の推進
4. 働く世代や小児へのがん対策の充実

が挙げられている。4番目に書かれているように、働く世代や小児の就学・就労・経済的問題、家族や学校・職場での人間関係の問題など、がんサバイバーの抱える課題を社会として解決するように努力すべきであるというがんサバイバーシップの考え方が、がん対策推進基本計画に明記されている。同様に、全体目標として、
- がんによる死亡者の減少（75歳未満の年齢調整死亡率の20%減少）
- 全てのがん患者及び家族の苦痛の軽減並びに療養生活の質の向上
- がんになっても安心して暮らせる社会の構築

が挙げられ、全体目標としても療養生活の質の向上や安心して暮らせる社会の構築といった、社会全体で取り組むべき課題が取り上げられている。さらに、「分野別施策およびその達成度を測るための個別目標」の１つとして、がん患者の就労を含めた社会的な問題も挙げられている。

## がんサバイバーシップ研究
がん患者は、治療中は家族や医療スタッフなど周囲の人の支えを強く実感するが、ひとたび治療が終了すると、その支えは減弱し、その後の生活に順応していくのに苦労することが多い。がん患者を対象として行われる研究のほとんどは治療期間に注目してしまうが、がんサバイバーシップが焦点をあてるのはむしろ治療後の生活である。地域で社会生活を送る本人やとりまく人々が直面する困難を明らかにしてその改善・解決に努めるのが、がんサバイバーシップ研究である。
サバイバーシップ研究の扱う課題は、長期的合併症や再発への恐怖、周囲との人間関係、ライフスタイル、恋愛・結婚、性生活、子どもを持つこと・育児、介護、就学・就労の問題、経済的問題、がんへの偏見、がんリハビリテーション、生きる意味を含めた実存的問題など多岐に渡る。
実際には、「造血幹細胞移植サバイバーにおける生活習慣病の実態調査」のような医学的な研究や、「がんサバイバーのための処方別がん薬物療法説明書の開発」「がんサバイバーシップにおける食事支援」「理美容師を対象としたがん患者の外見ケアに関する教育研修プログラムの開発」といった生活を支える研究、「小児がん克服者の男性不妊治療を支援する画像診断法の開発」などのライフコースに関わる研究、「がん患者の就労支援の在り方と改善策に関する研究（電話相談による介入と改善策の研究）」「がん患者の経済的負担の実態調査と改善策に関する研究（特に傷病手当金制度利用に関して）」といった社会的・経済的な研究、「『患者を身近で支える人』の困りごとの多面的調査による情報ニーズの把握と分析」のようながんサバイバーを支える人をサポートするような研究など、多様な研究が行われている。

## がんサバイバーの抱える課題

### 就労問題
20歳から64歳までの就労可能年齢の日本人のうち、毎年22万人ががんに罹患し、7万人ががんで亡くなっている。2016年7月21日の国立がん研究センターの発表によれば、全がんの５年生存率は62.1％であり、がん経験者であっても長期生存し、社会復帰する例が増えてきている。しかし、そのようながんサバイバーたちは、就労を含めた様々な社会的問題を抱えている。厚生労働省研究班によると、がんに罹患した人の30％が自主退職し、4％が解雇されているという。このように、就労可能な年齢のがんサバイバーであっても、診断されてからも仕事を同じように続けるのは容易ではない現実がある。
それに対する国の取り組みとして、第２期がん対策推進基本計画では、がんサバイバーの就労に関するニーズや課題を明らかにし、治療と仕事の両立を支援する仕組みを検討することが明記されている。
さらに、がん対策基本法に基づく就労支援の一環として、厚生労働省は2016年2月23日にがんサバイバーの治療と仕事との両立を支援する企業向けのガイドラインを発表した。このガイドラインでは、働き手であるがんサバイバーの情報を医療機関と共有し、主治医や産業医、そしてサバイバー本人の意見を聞いたうえで、就労可否の判断や作業内容の検討、勤労時間の配慮を行うよう求めている。
現在日本国内において、がんサバイバーが中心となり継続就労を支援するNPO団体、一般社団法人、および任意団体が複数存在している。多くの団体はピアサポートだけにとどまらず、社会保険労務士、ファイナンシャルプランナー、キャリアコンサルタント等が在籍し、個別支援を提供している。がんサバイバーの継続就労を支援する一般社団法人がんと働く応援団が発行した「現役世代のためのがん防災マニュアル」は20万部発行されるなど、今後さらにがんサバイバーシップを考えるうえで経験者の視点に注目が集まっている。